# Micaria funerea
Micaria funerea är en spindelart som beskrevs av Simon 1878. Micaria funerea ingår i släktet Micaria och familjen plattbuksspindlar. Inga underarter finns listade i Catalogue of Life.